# Алишер Навои
Алишер Навои (на персийски: علیشیر نوایی) тюркски поет, вероятно с уйгурски произход, писал на персийски и на чагатайски език.
В Узбекистан е смятан за първия узбекски поет, тъй като узбекският език произлиза от чагатайския.
Алишер Навои е роден в Херат в благородническо семейство. Той е съученик и приятел на Хюсеин Байкара, след чието идване на власт в Херат е влиятелна фигура в двора. Навои разполага със значителни средства и е известен меценат, финансирал строителството на обществени сгради в града. Той е и привърженик на суфизма, в който го въвежда известният поет Джами.
През последните години от живота си Алишер Навои се занимава главно с литературна дейност. Той пише първоначално на персийски, а след това на чагатайски. Автор е на 4 сборника със стихове, както и на няколко книги в проза, сред които сравнително изследване на двата езика, на които пише.
Връх в творчеството на Навои е знаменитата „Хамса“ („Петопоемие“, „Петокнижие“), включваща 5 епически поеми: дидактическата „Смут на праведните“ (1483) и сюжетните героически дастани „Лейли и Меджнун“ (1484), „Фархад и Ширин“ (1484), „Седемте светила“ (1484), „Стената на Искандер“ (1485).
„Хамса“ представлява „отговор“ (назира) на „Петокнижията“ на Низами Ганджеви и на индо-персийския поет Амир Хосроу Дехлави (писал на персийски). Навои възпроизвежда сюжетите на техните произведения, запазва някои формални особености, но дава друго тълкуване на тематиката и сюжетните ситуации, нова трактовка на събитията и образите.